# Hofanlage Essener Straße 10
Die Hofanlage Essener Straße 10 (Eichenhof) in Asendorf (Landkreis Diepholz) in der niedersächsischen Samtgemeinde Bruchhausen-Vilsen stammt vom frühen 20. Jahrhundert.
Aktuell (2023) wird sie als Begegnungszentrum genutzt.
Die Gebäude stehen unter Denkmalschutz (siehe auch Liste der Baudenkmale in Asendorf (Landkreis Diepholz)).

## Geschichte und Beschreibung

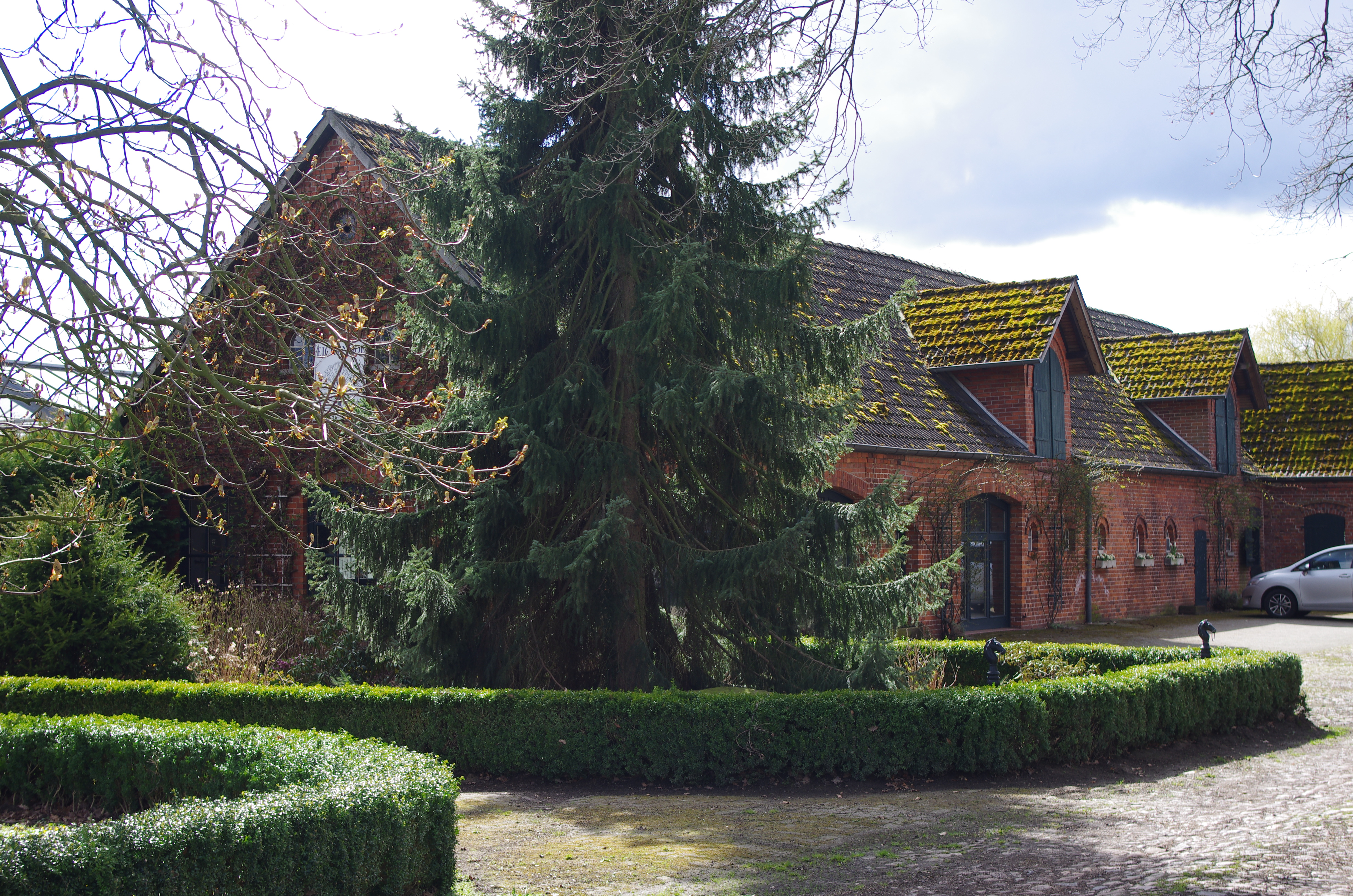
Stall

Die Hofanlage auf einem großen Areal mit 30.000 m² Gartenflächen besteht aus
- dem eingeschossigen giebelständigen massiven verklinkerten Wohn- und Wirtschaftsgebäude von 1905 mit Satteldach, zweigeschossigem Mittelrisalit, Segmentbogenfenstern und Mittelgesims im Giebel,
- dem eingeschossigen verklinkerten Stall mit Satteldach mit zwei Dachhäusern und Segmentbogenöffnungen
- und weiteren nicht denkmalgeschützten Nebengebäuden.

Dieses Hauptgebäude und das bauähnliche Wohn- und Wirtschaftsgebäude Arbste 7 stammen vom gleichen Architekten.
Der Hof befand sich über viele Generationen im Familieneigentum. Er wurde bis nach dem Zweiten Weltkrieg landwirtschaftlich betrieben. Der Hof und der in den späten 1990er Jahren angelegte Bauerngarten fanden durch dreizehn Gartenkultur-Musikfestivals und andere Musikveranstaltungen ein größeres öffentliches Interesse. 2015 wurde der Hof zu einem soziokulturellen Treffpunkt umgewandelt. Seit 2022 fand durch Familie Zempel eine größere Modernisierung statt. Veranstaltungen wie der Frühlingszauber 2023 fanden eine weite Beachtung.